# Stenophantes
Stenophantes is een kevergeslacht uit de familie van de boktorren (Cerambycidae). De wetenschappelijke naam van het geslacht werd voor het eerst geldig gepubliceerd in 1861 door Burmeister.

## Soorten
Stenophantes omvat de volgende soorten:
- Stenophantes herrerai (Cerda, 1987)
- Stenophantes longipes Burmeister, 1861
- Stenophantes martinezi (Cerda, 1980)
- Stenophantes patagonicus (Bruch, 1918)